# Tart gypsy
Tart gypsy là một loại bánh tart được làm từ sữa bay hơi, đường muscovado (có thể được thay thế bằng đường nâu nhạt trong một số cách chế biến khác), và pastry. Tart gypsy có nguồn gốc từ Đảo Sheppey ở hạt Kent.
Loại bánh tart này có vị cực kỳ ngọt và đối với nhiều người, nó gắn liền với bữa tối ở trường học. Mặc dù bánh tart gypsy thường được làm bằng sữa bay hơi, nhưng nó cũng có thể được làm bằng sữa đặc. Điều này giúp cho bánh tart cứng hơn cũng như ngọt hơn, và có màu đậm hơn. Một truyền thuyết kể rằng một người phụ nữ đã tạo ra món bánh tart này để giúp những trẻ em người Digan không bị đói.